# A12-es autópálya (Ausztria)

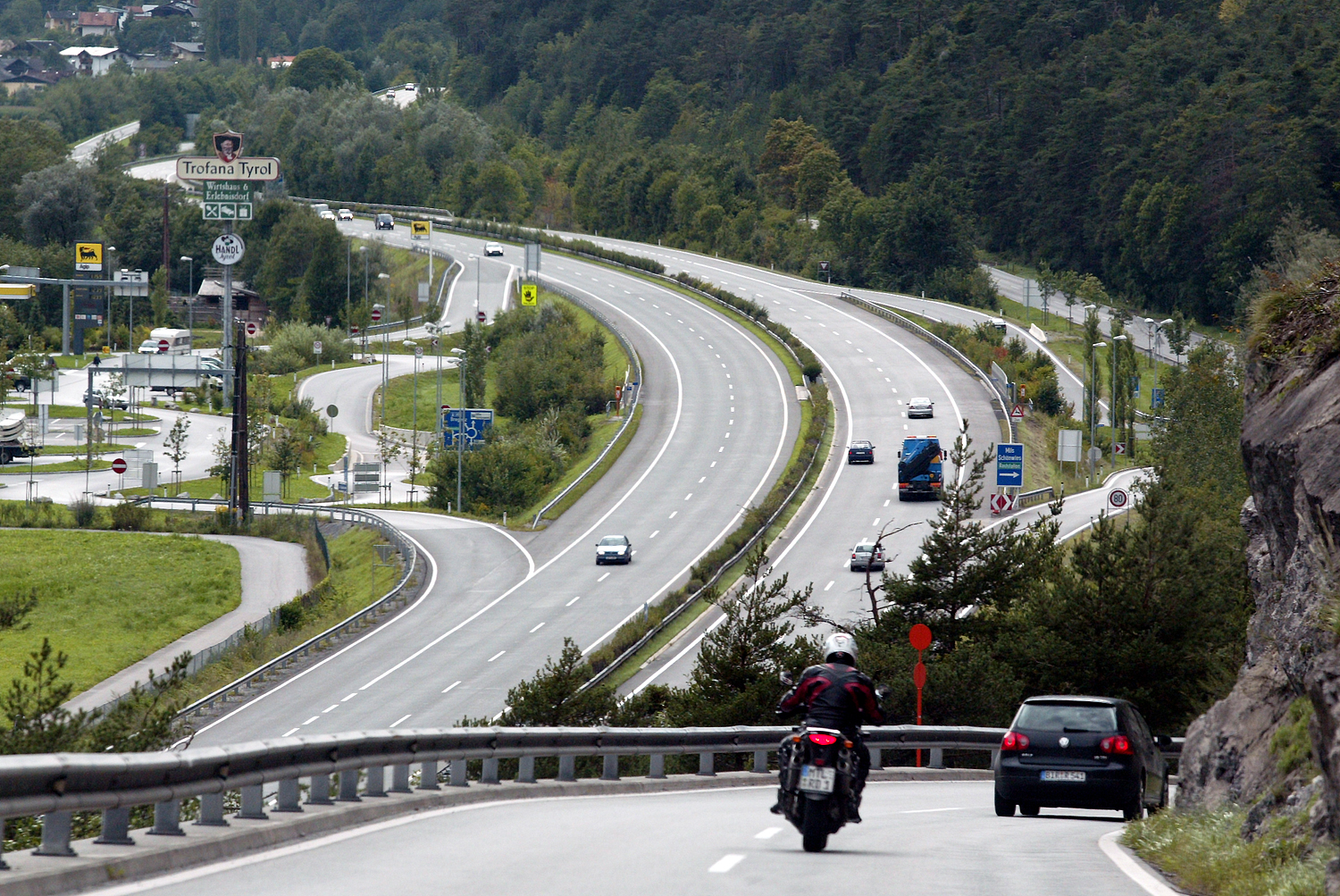
Az A12-es Milsnél, a Tirol Straßéról

Az A12-es autópálya (németül: Inntal Autobahn) egy autópálya Ausztriában. Az autópálya a német határnál – Kiefersfeldennél – kezdődik, és a bregenzi S16-os csatlakozásig tart, ezzel összeköttetést biztosít Németország és az ausztriai Tirol között.

## Fordítás
- Ez a szócikk részben vagy egészben a Inntal Autobahn című német Wikipédia-szócikk fordításán alapul.  Az eredeti cikk szerkesztőit annak laptörténete sorolja fel. Ez a jelzés csupán a megfogalmazás eredetét és a szerzői jogokat jelzi, nem szolgál a cikkben szereplő információk forrásmegjelöléseként.

## Külső hivatkozások
- A Wikimédia Commons tartalmaz A12-es autópálya témájú kategóriát.
- Európa autópályái - Az A12-es csomópontjai, pihenőhelyei és hídjai